# L-3 Insight Technology

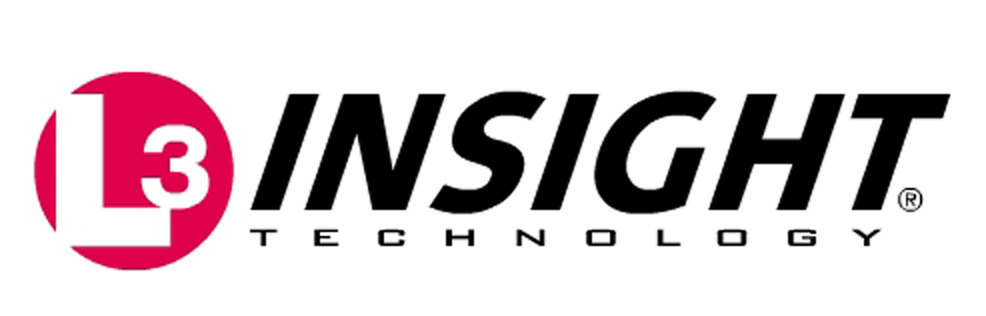
Logo nach Übernahme durch L-3

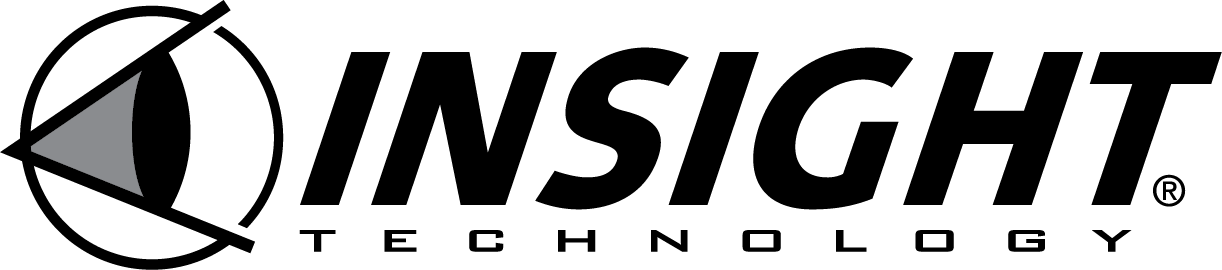
Eigenständiges Logo

L-3 Insight Technology ist ein im Jahre 1988 gegründetes US-amerikanisches Unternehmen, welches optoelektronische Komponenten – hauptsächlich für den militärischen Bereich – entwickelt und produziert. Zu den Produkten gehören Zielhilfen (vor allem Laseraufsätze), Zielbeleuchtungsgeräte, Bildverstärker sowie Wärmebildgeräte.

## Geschichte
Gegründet wurde Insight Technology von Ken Solinsky. Nachdem Solinsky das Maschinenbaustudium abgeschlossen hatte, nahm er 1971 eine Zivilstelle bei der United States Army in Fort Belvoir an. Er arbeitete am Night Vision Lab und wurde dort schließlich Programmmanager.
Solinsky verließ die US Army im Jahre 1986 und arbeitete kurzzeitig für Kollsman in Merrimack als Programmmanager für Wärmesensoren. 1988 gründete er zusammen mit seiner Frau Insight Technology. Zunächst befand sich der Sitz in Bedford, (New Hampshire); später zog das Unternehmen nach Londonderry, (New Hampshire). Insight Technology konnte sich im Laufe der Jahre verschiedene Rüstungsaufträge sichern, vor allem für die Infrarotlaserzielgeräte AN/PEQ-2 und AN/PEQ-15.
Anfang der 1990er-Jahre kooperierte Insight mit Heckler & Koch bei der Entwicklung der MK- und USP-Pistolen. Insight Technology lieferte das Laserzielmodul Laser Aiming Module (LAM) und später die Zielbeleuchtung Universal Tactical Light (UTL). Kurz danach kam Glock auf Insight zu. Glock stattete seine Pistolen mit einer neuen Schienenmontage aus. Aus dieser Partnerschaft entstand die Zielbeleuchtung M3 light. Bestätigt durch den Erfolg der beiden Kooperationen begann Insight die Zielhilfen selbst zu vermarkten.
Das Unternehmen wuchs, vergrößerte mehrfach die Räumlichkeiten in Londonderry und beschäftigte im Jahre 2008 1100 Arbeitnehmer. Im April 2010 erwarb L-3 Communications das Unternehmen und integrierte es in die neue Sparte Warrior Systems. Ken Solinsky wurde Geschäftsführer dieser neuen Sparte, welche auch weitere Unternehmen wie EOTech zusammenfasst.
Ende 2013 begann ein Stellenabbau; Mitte 2014 sank die Mitarbeiteranzahl auf etwa 760. Begründet wurde dies mit dem Auslaufen mehrerer staatlicher Aufträge und durch geringere Nachfrage nach diversen militärischen Ausrüstungsgegenständen.

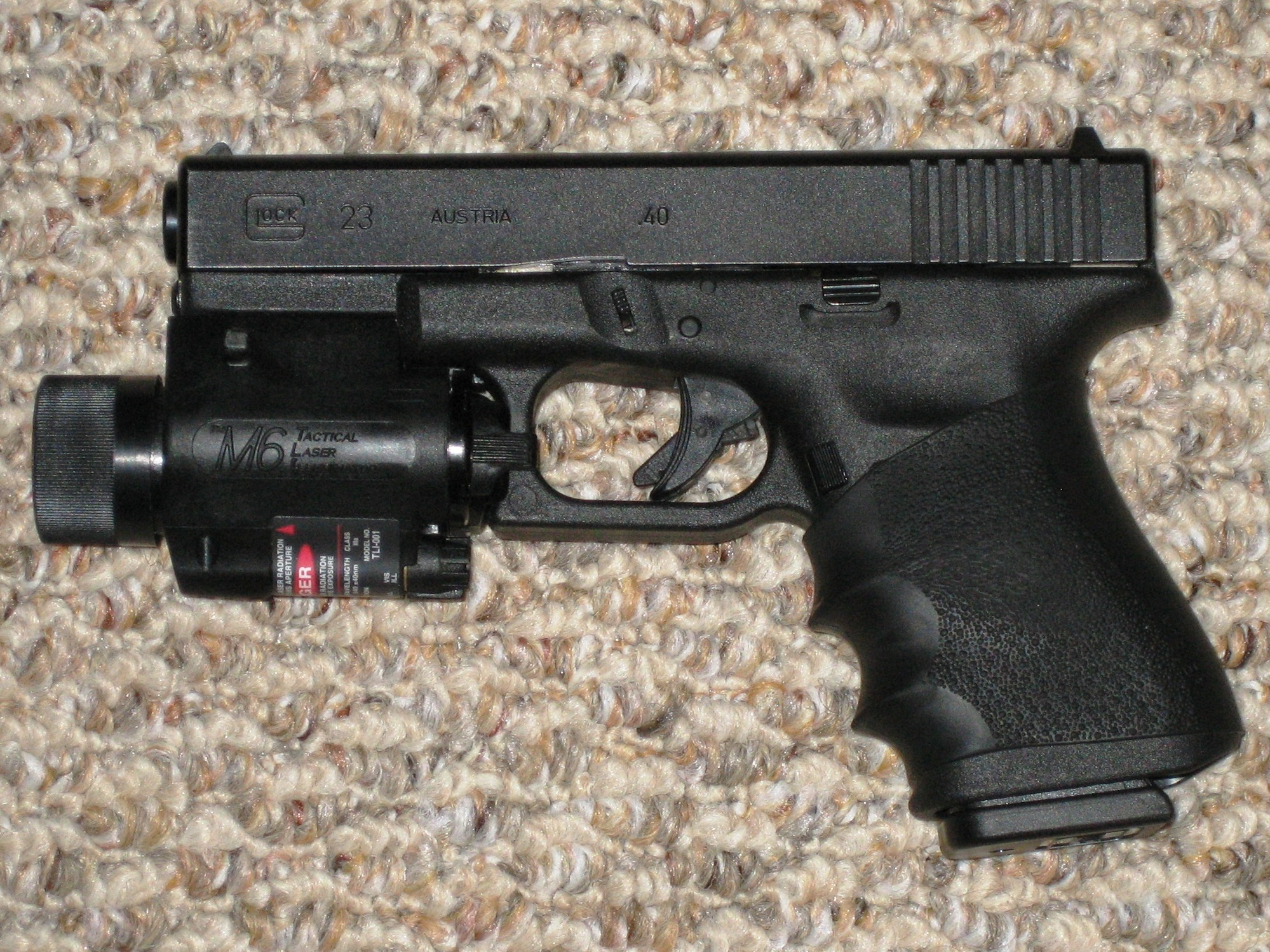
M6 Tactical Laser an Glock 23 Pistole
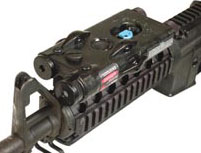
AN/PEQ-2
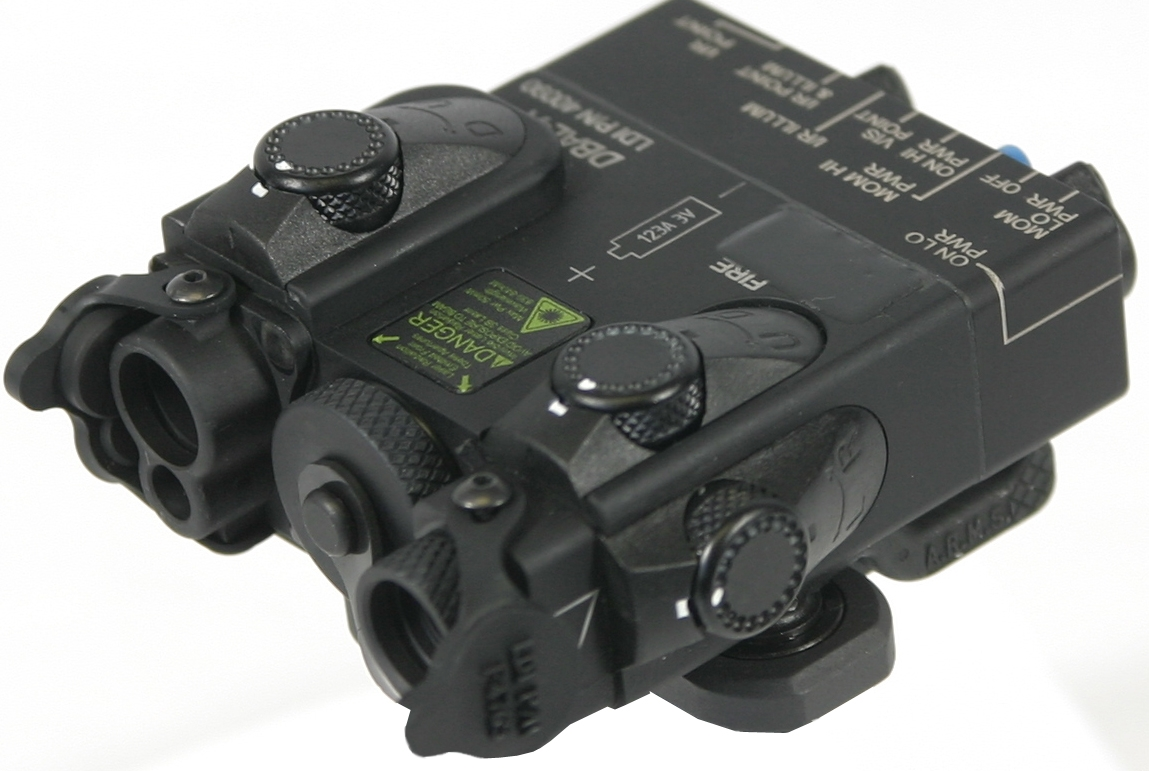
AN/PEQ-15